# Sam Ricketts
Samuel Derek Ricketts (Aylesbury, Buckinghamshire, Inglaterra, 11 de octubre de 1981) es un exfutbolista y entrenador galés. Se encuentra sin equipo tras ser destituido por el Shrewsbury Town F. C. en noviembre de 2020.
Como jugador jugaba en la posición de defensa, inició su carrera en el Oxford United, club donde se formó desde las juveniles, en el año 2000 y se retiró en el Coventry City a la edad de 35 años, debido a una lesión.

## Selección nacional
Fue internacional con la selección de fútbol de Gales en 52 ocasiones.

## Clubes

### Como jugador
| Club                          | País       | Año       |
| ----------------------------- | ---------- | --------- |
| Oxford United F. C.           | Inglaterra | 2000-2003 |
| Nuneaton Town F. C. (cedido)  | Inglaterra | 2002-2003 |
| Telford United F. C.          | Inglaterra | 2003-2004 |
| Swansea City A. F. C.         | Gales      | 2004-2006 |
| Hull City A. F. C.            | Inglaterra | 2006-2009 |
| Bolton Wanderers F. C.        | Inglaterra | 2011-2013 |
| Wolverhampton Wanderers F. C. | Inglaterra | 2013-2015 |
| Swindon Town F. C. (cedido)   | Inglaterra | 2015      |
| Coventry City F. C.           | Inglaterra | 2015-2016 |

### Como entrenador
| Club                  | País       | Año       |
| --------------------- | ---------- | --------- |
| Wrexham A. F. C.      | Gales      | 2018      |
| Shrewsbury Town F. C. | Inglaterra | 2018-2020 |